# Лапшина, Елена Евгениевна
Елена Евгениевна Лапшина  — русская поэтесса, член Союза писателей Москвы.

## Биография
Родилась в подмосковном Фрязине в 1970 году. Окончила экономический факультет Московского лесотехнического института. Работала в редакции журнала «Октябрь». Автор пяти поэтических книг. Лауреат и дипломант российских и международных поэтических конкурсов и премий.

## Книги
- «Вымани Ангела» (СПб.: Летний сад, 2005; совместно с Ольгой Ивановой, 100 с., ISBN 5-94381-138-9)
- «В невесомой воде» (СПб.: Летний сад, 2006; 71 с., ISBN 5-98856-020-2)
- «Библиотечка поэзии» № 3 (Союз писателей Москвы, 2009; 32 с., ISBN 978-5-255-01677-21)[1]
- «Всякое дыхание» (Москва: Русский Гулливер, 2010; 60 с., ISBN 978-5-91627-049-5)[2]
- «Сон златоглазки» (Москва: Русский Гулливер, 2018; 172 с., ISBN 978-5-91627-214-7)

## Критика
- Полищук, Дмитрий. Книжная полка Дмитрия Полищука // Новый мир. — 2005. — № 8.
- Елена Погорелая. «Наедине с пустотой»//«Новый мир», № 11, 2007
- Андрей Коровин. «Елена Лапшина. В невесомой воде»//«Современная поэзия», № 1, 2007
- Кирилл Ковальджи. «О поэтах молодых и немолодых, живущих и погибших»//«Дети Ра», № 2(40), 2008
- Евгений Харитонов. Рецензия на книгу «В невесомой воде» — Елена Лапшина". «Нетелесная любовь»//«Рецензент». Январь 19,2008
- Павел Крючков. «Елена Лапшина. Всякое дыхание»//«Фома», июнь 6(98), 2011
- Елена Луценко. «Сиротство как блаженство»//«Независимая газета», март 17, 2011
- Валерия Пустовая. «Книжная полка ПОПУГАНа»//«Новый мир», № 7, 2011
- Валерия Пустовая. «Сон златоглазки»//«Вопросы литературы», № 4, 2017
- Максим Алпатов. «Каменный сон праведника»//Rara Avis, август 24, 2018
- Василий Геронимус. «В Еве как в яви. О книге Елены Лапшиной»//Textura, август 27, 2018
- Константин Комаров."Заметки, записки, посты"//«Новая юность», № 4, 2018
- Елена Погорелая. «…Но по вере»//«Новый мир», № 9,2018
- Андрей Пермяков. «Тристих»//«Октябрь», № 9,2018
- Екатерина Федорчук. «Как старая Герда…»//«Знамя», № 10,2018
- Ольга Девш. «Не спи, медведица…»//«Лиterraтура» (127)
- Ольга Балла. «Воздух», № 37, 2018
- Марина Кудимова. «Какие книги читают наши мэтры? Часть третья»//«Литературная газета», 09.03.2019
- Елена Погорелая. «Оне» (женская лирика вчера и сегодня)//«Арион», № 1-2, 2019
- Наталия Черных. «Обживая перелетный быт»//НГ Ex libris 28.03.2019
- Евгений Абдуллаев. «Вырваться из потока»//«Дружба народов», № 3, 2019
- Герман Власов. «Пробуждение Елены Лапшиной (о книге Елены Лапшиной)»//«Homo Legens» (1/2019)
- Сергей Алиханов. Елена Лапшина: «..и жду чудес, и не вмещаю — Чуда». Новые известия (15 августа 2020).

## Награды и премии
- Лауреат V Открытого международного литературного Волошинского конкурса (Коктебель, 2007)
- Лауреат премии литературного журнала «Кольцо А» (Москва, 2008)
- Лауреат международного литературного конкурса «Согласование времен» (Германия, 2009)
- Призёр Международного поэтического конкурса им. Н. С. Гумилева «Заблудившийся трамвай» (СПб, 2010)[3]
- Лауреат конкурса «Псалмопевец» (СПб, 2010)
- Дипломант премии «Московский счет» (Москва, 2019)[4]
- Дипломант премии «Антоновка. 40+» (Москва, 2019)[5]